# الکساندر پروتسیوک
الکساندر پروتسیوک (انگلیسی: Oleksandr Protsyuk؛ زادهٔ ۱ فوریهٔ ۱۹۸۹) بازیکن فوتبال اهل اوکراین است.